# Europejska Nagroda Filmowa dla najlepszego reżysera
Europejska Nagroda Filmowa dla najlepszego reżysera (ang. European Film Award for Best Director) − nagroda przyznawana dla najlepszego reżysera kina europejskiego w ramach Europejskich Nagród Filmowych. Przyznawana jest przez członków Europejskiej Akademii Filmowej już od pierwszej edycji rozdania nagród w 1988 roku. W latach 1990–2000 nagrody nie przyznawano.
Najczęściej nagradzanym twórcą z trzema statuetkami na koncie jest Austriak Michael Haneke. Nagrodę dwukrotnie zdobyli: Hiszpan Pedro Almodóvar, Włoch Paolo Sorrentino, Polak Paweł Pawlikowski i Szwed Ruben Östlund. Najwięcej nominacji otrzymał Almodóvar (6), a następnie Sorrentino (4). Wyróżnienie to otrzymały do tej pory cztery kobiety-reżyserki, z których pierwszą była Dunka Susanne Bier (2011).
Spośród polskich reżyserów, poza dwukrotną wygraną Pawła Pawlikowskiego (2014, 2018), nagrodę zdobył również Roman Polański (2010). Nominowani byli też: Maciej Dejczer (1989), Małgorzata Szumowska (2015), dwukrotnie Agnieszka Holland (2020, 2023), Jan Komasa (2020) i Jerzy Skolimowski (2022).

## Laureaci i nominowani

### 1988−1989
| 1988 | 1989 |
| --- | --- |
| - Wim Wenders − Niebo nad Berlinem - Terence Davies − Dalekie głosy, spokojne życie - Louis Malle − Do zobaczenia, chłopcy - Manoel de Oliveira − Kanibale - Siergiej Paradżanow − Aszik Kerib | - Géza Bereményi − Eldorado - Teo Angelopoulos − Pejzaż we mgle - Maciej Dejczer − 300 mil do nieba - Wasilij Piczuł − Mała Wiera - Jim Sheridan − Moja lewa stopa |

### 1990–1999
Nagrody w latach 1990–1999 przyznawane nie były. Laureatów wyłaniać zaczęto z powrotem wraz z rokiem 2001.

### 2000–2009
| 2000 | 2001 |
| --- | --- |
| Nagrody nie przyznano | - Jean-Pierre Jeunet − Amelia - José Luis Garci − You’re the One - Péter Gothár − Paszport - Ermanno Olmi − Rzemiosło wojenne - François Ozon − Pod piaskiem - Éric Rohmer − Angielka i książę                                                 |
| 2002 | 2003 |
| - Pedro Almodóvar − Porozmawiaj z nią - Marco Bellocchio − Czas religii - Andreas Dresen − Na półpiętrze - Aki Kaurismäki − Człowiek bez przeszłości - Mike Leigh − Wszystko albo nic - Ken Loach − Słodka szesnastka - Roman Polański − Pianista - Aleksandr Sokurow − Rosyjska arka | - Lars von Trier − Dogville - Wolfgang Becker − Good bye, Lenin! - Nuri Bilge Ceylan − Uzak - Isabel Coixet − Moje życie beze mnie - Marco Tullio Giordana − Nasze najlepsze lata - Michael Winterbottom − Na tym świecie                      |
| 2004 | 2005 |
| - Alejandro Amenábar − W stronę morza - Fatih Akın − Głową w mur - Pedro Almodóvar − Złe wychowanie - Teo Angelopoulos − Trylogia: płacząca łąka - Nimród Antal − Kontrolerzy - Agnès Jaoui − Popatrz na mnie                                                                         | - Michael Haneke − Ukryte - Susanne Bier − Bracia - Roberto Faenza − W biały dzień - Álex de la Iglesia − Zbrodnia ferpekcyjna - Paweł Pawlikowski − Lato miłości - Cristi Puiu − Śmierć pana Lăzărescu - Wim Wenders − Nie wracaj w te strony |
| 2006 | 2007 |
| - Pedro Almodóvar − Volver - Susanne Bier − Tuż po weselu - Emanuele Crialese − Złote wrota - Florian Henckel von Donnersmarck − Życie na podsłuchu - Ken Loach − Kontrolerzy - Michael Winterbottom i Mat Whitecross − Droga do Guantánamo                                           | - Cristian Mungiu − 4 miesiące, 3 tygodnie i 2 dni - Fatih Akın − Na krawędzi nieba - Roy Andersson − Do ciebie, człowieku - Stephen Frears − Królowa - Kevin Macdonald − Ostatni król Szkocji - Giuseppe Tornatore − Nieznajoma               |
| 2008 | 2009 |
| - Matteo Garrone − Gomorra - Laurent Cantet − Klasa - Andreas Dresen − W siódmym niebie - Ari Folman − Walc z Baszirem - Steve McQueen − Głód - Paolo Sorrentino − Boski | - Michael Haneke − Biała wstążka - Pedro Almodóvar − Przerwane objęcia - Andrea Arnold − Fish Tank - Jacques Audiard − Prorok - Danny Boyle − Slumdog. Milioner z ulicy - Lars von Trier − Antychryst                                          |

### 2010–2019
| 2010 | 2011 |
| --- | --- |
| - Roman Polański − Autor widmo - Olivier Assayas − Carlos - Semih Kaplanoğlu − Miód - Samuel Maoz − Liban - Paolo Virzì − Coś pięknego                                         | - Susanne Bier − W lepszym świecie - Jean-Pierre i Luc Dardenne − Chłopiec na rowerze - Aki Kaurismäki − Człowiek z Hawru - Béla Tarr − Koń turyński - Lars von Trier − Melancholia                                          |
| 2012 | 2013 |
| - Michael Haneke − Miłość - Nuri Bilge Ceylan − Pewnego razu w Anatolii - Steve McQueen − Wstyd - Paolo i Vittorio Taviani − Cezar musi umrzeć - Thomas Vinterberg − Polowanie | - Paolo Sorrentino − Wielkie piękno - Pablo Berger − Śnieżka - Felix Van Groeningen − W kręgu miłości - Abdellatif Kechiche − Życie Adeli - François Ozon − U niej w domu - Giuseppe Tornatore − Koneser                     |
| 2014 | 2015 |
| - Paweł Pawlikowski − Ida - Nuri Bilge Ceylan − Zimowy sen - Steven Knight − Locke - Ruben Östlund − Turysta - Paolo Virzì − Kapitał ludzki - Andriej Zwiagincew − Lewiatan    | - Paolo Sorrentino − Młodość - Roy Andersson − Gołąb przysiadł na gałęzi i rozmyśla o istnieniu - Jorgos Lantimos − Lobster - Nanni Moretti − Moja matka - Sebastian Schipper − Victoria - Małgorzata Szumowska − Body/Ciało |
| 2016 | 2017 |
| - Maren Ade − Toni Erdmann - Pedro Almodóvar − Julieta - Ken Loach − Ja, Daniel Blake - Cristian Mungiu − Egzamin - Paul Verhoeven − Elle                                      | - Ruben Östlund − The Square - Ildikó Enyedi − Dusza i ciało - Aki Kaurismäki − Po tamtej stronie - Jorgos Lantimos − Zabicie świętego jelenia - Andriej Zwiagincew − Niemiłość                                              |
| 2018 | 2019 |
| - Paweł Pawlikowski − Zimna wojna - Ali Abbasi − Granica - Matteo Garrone − Dogman - Samuel Maoz − Fokstrot - Alice Rohrwacher − Szczęśliwy Lazzaro                            | - Jorgos Lantimos − Faworyta - Pedro Almodóvar − Ból i blask - Marco Bellocchio − Zdrajca - Roman Polański − Oficer i szpieg - Céline Sciamma − Portret kobiety w ogniu                                                      |

### 2020–2029
| 2020 | 2021 |
| --- | --- |
| - Thomas Vinterberg − Na rauszu - Agnieszka Holland − Szarlatan - Jan Komasa − Boże Ciało - Pietro Marcello − Martin Eden - François Ozon − Lato ’85 - Maria Sødahl − Nadzieja | - Jasmila Žbanić − Aida - Julia Ducournau − Titane - Radu Jude − Niefortunny numerek lub szalone porno - Paolo Sorrentino − To była ręka Boga - Florian Zeller − Ojciec         |
| 2022 | 2023 |
| - Ruben Östlund − W trójkącie - Ali Abbasi − Holy Spider - Lukas Dhont − Blisko - Alice Diop − Saint Omer - Marie Kreutzer − W gorsecie - Jerzy Skolimowski − IO               | - Justine Triet − Anatomia upadku - Matteo Garrone − Ja, kapitan - Jonathan Glazer − Strefa interesów - Agnieszka Holland − Zielona granica - Aki Kaurismäki – Opadające liście |
| 2024 | |
| - Jacques Audiard − Emilia Pérez - Andrea Arnold − Bird - Pedro Almodóvar − W pokoju obok - Mohammad Rasoulof − Nasienie świętej figi - Maura Delpero − Droga do Vermiglio     | |